# Нуриджанян, Авис Согомонович
Ави́с (Авети́с) Согомо́нович Нуриджаня́н (3 декабря 1896, Вачаган, Елизаветпольская губерния, Российская империя — 16 августа 1938) — революционер-большевик, партийный и государственный деятель. Он известен своими жестокими репрессивными действиями, особенно жестокой борьбой против сообщников[кого?].
Считается, что жестокость действий Нуриджаняна является одной из причин февральского восстания 1921 года.

## Биография
Он родился 3 декабря 1896 года в селе Вачаган в семье крестьянина. Окончил Шушинское реальное училище, учился на экономическом факультете Киевского торгового института (1913-1917), оставил образование после 4-го класса и занялся революционной деятельностью .
С марта 1917 по июнь 1918 года он был членом партии Дашнакцутюн. В 1918 году он вступил в Коммунистическую партию. Участвовал в революционном движении в Баку, в его событиях во время Бакинской коммуны. В 1919 году Аветис Нуриджанян был избран членом Бакинского подпольного комитета РК(б)к, а затем занял руководящую должность в большевистской организации Александрополя. Он участвовал в совещании большевистских организаций Армении 1919 года и январской конференции 1920 года, был избран в Армянский комитет Коммунистической партии Армении (Арменком). Принял ведущее участие в организации майской демонстрации 1920 года и восстания в Александрополе. Летом 1920 года он был избран членом заграничного бюро НПО(б). Он был депутатом Конгресса Коминтерна.
В сентябре 1920 года Нуриджанян принял участие в конференции коммунистических организаций Армении в Баку и был избран в состав ЦК НКО(б).
С ноября по 4 декабря 1920 года он был председателем Армянского ревкома, а с ноября 1920 по май 1921 — наркомом по военным делам большевистского правительства в Армении. Будучи членом Исполнительного комитета Армении, он подписал Всеобщую декларацию Советской власти в Армении. В январе 1921 года он был одним из руководителей ссылки и расправы над офицерами и деятелями Первой Республики Армения. С мая по сентябрь 1921 года он был начальником особых групп, а с сентября 1921 года по февраль 1923 года — наркомом внутренних дел Армении.
В 1926 году являлся заведующим отдела печати Рязанского губкома ВКП и редактором журнала «Наше хозяйство» .
В 1923-1930 годах покинул Армению и занимался партийной работой в Ленинградской и Рязанской губерниях.

## Последние годы
С 1930 года — президент колхозного центра Закавказья, но по состоянию на 1937 год не работал. Был арестован 29 июля 1937 года и приговорен к расстрелу 19 июля 1938 года. Умер в тюрьме 16 сентября 1938 года, по некоторым данным, в результате расстрела.